# Eufonia
Eufonia (stgr. εὐφωνία euphonia „piękne brzmienie”) – nazwa zbiorcza dla wszystkich typów organizacji naddanej tekstu w jego warstwie brzmieniowej, które w jakimś okresie uważane są za estetycznie dodatnie. Eufonia to przyjemny brzmieniowo ton wypowiedzi, harmonijny dobór dźwięków.
Można osiągnąć ten efekt np. poprzez eliminowanie z wiersza głosek syczących lub szumiących, opieranie się na głoskach sonornych i samogłoskach, a także o unikanie hiatusu.
Przeciwieństwem eufonii jest kakofonia.
Eufonią nazywa się też dział poetyki obejmujący wiedzę o harmonijnym doborze dźwięków mowy.
Celem eufonii jest sprawienie, by utwór pięknie brzmiał przez m.in.:
- celowe powtarzanie tych samych głosek w bliskim sąsiedztwie (konsonanse – gdy powtarzane są spółgłoski i asonanse – gdy samogłoski), np. w wierszu „Epitafium Rzymowi” Mikołaja Sępa Szarzyńskiego: „Ty, co Rzym wpośród Rzyma chcąc baczyć pielgrzymie,/ a wżdy baczyć nie możesz w samym Rzyma Rzymie,/ patrzaj na okrąg murów i w rum obrócone (...)”
- aliterację, czyli powtarzanie się tych samych głosek lub zespołów głoskowych na początku kolejnych wyrazów tworzących wers, np. „Wierzbowa wodo, wonna wikliną” (J. Iwaszkiewicz, „Ikwa i ja”)
- eliminowanie trudnych do wymówienia połączeń fonetycznych poprzez rozbijanie ich za pomocą innych głosek (zestarzeć się, we wnętrzu)

W języku czeskim używa się obok terminu eufonie rodzimego słowa libozvučnost.